# 第五產業

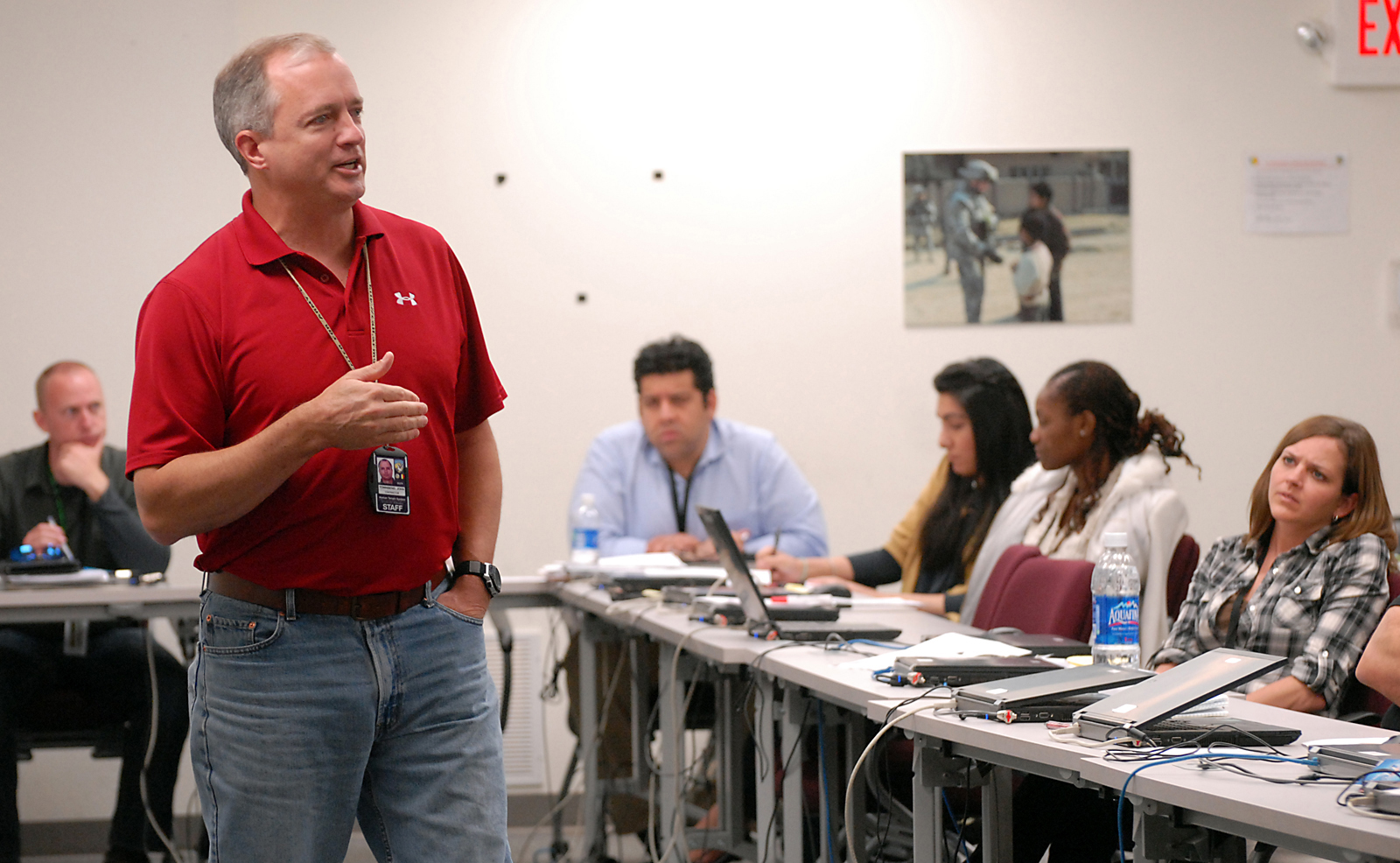
潛能開發成長團體

深圳时尚文创协会牌匾

第五級產業，指體現出文化與創意的產業，包括文化產業與創意產業（或合稱文化創意產業），為「克拉克大分類法」（第一產業：農業、第二產業：工業、第三產業：(服務業)除第一、二產業外的所有其他產業）與第四產業的延伸。

第五產業一般分為三大類別：
1. 創作、生產、銷售與管理一些運用個人或團隊之智慧、文化知識、創意之作品的行業，如出版業、畫家、電子遊戲業、動漫業、作家、作曲家、影視製作、圖書館等
2. 以其身體行動的方式，來表現出文化及創意的行業，如演員、配音員、歌手、行為藝術、企劃、經紀等
3. 增強其他行業、商品與顧客之文化度的行業，如形象設計、裝修、指甲彩繪等。

## 由來
第五產業最初由一位丹麥的未來學家沃爾夫·倫森提出，他指「人類在經歷狩獵社會、農業社會、工業社會和信息社會之後，將進入一個以關注夢想、歷險、精神、及情感生活為特徵的夢想社會，人們消費的注意力將主要轉移到精神需要。在此基礎上，文化經濟一體化、文化產業作為時代發展的潮流幸運而生，並為世人關注。而這種以精神文化生產方式滿足人們精神文化需求的文化產業即第五產業之勃興銳不可當。文化產業成為了21世紀新的經濟增長點。」
近年來，世界各地如日本、歐美和中國等的文化產業和創意產業發展迅速。而以前的三級產業分類被人們認為已經過時，使得第四產業的產生，但無奈近年與資訊科技等第四產業發展同樣迅速的文化產業與創意產業仍被標籤為第二產業與第三產業，加上文化及創意產業與以工業為主的第二產業和以服務業為主的第三產業工作的意義根本不同層次，以上種種原因，最終促成第五產業說法的產生。

## 外部連結
- 第五產業 （页面存档备份，存于）
- 頭條日報學者促踩油盡快推「第五產業」 （页面存档备份，存于）
- 文化 - 成為當代世界經濟中的“第五產業” （页面存档备份，存于）
- 忘年神交 如切如磋——钱学森指导我研究文化产业 （页面存档备份，存于）